# دنیل بکونو
دنیل بکونو (انگلیسی: Daniel Bekono؛ زادهٔ ۳۱ مهٔ ۱۹۷۸) بازیکن سابق فوتبال اهل کامرون است.
از باشگاه‌هایی که در آن بازی کرده‌است می‌توان به باشگاه فوتبال زسکا صوفیه اشاره کرد.